# Libocký hřbitov
Libocký hřbitov se nachází v Praze 6 v městské části Liboc v ulici Libocká za čp. 27. Dnes není již používán. Pohřbívání na něm bylo ukončeno 1. července 1902, kdy jeho kapacita nedostačovala a vzhledem k zástavbě parcel novými domky v obci nevyhovující. Pietní památka se u sv. kříže udržovala až do druhé světové války.

## Historie

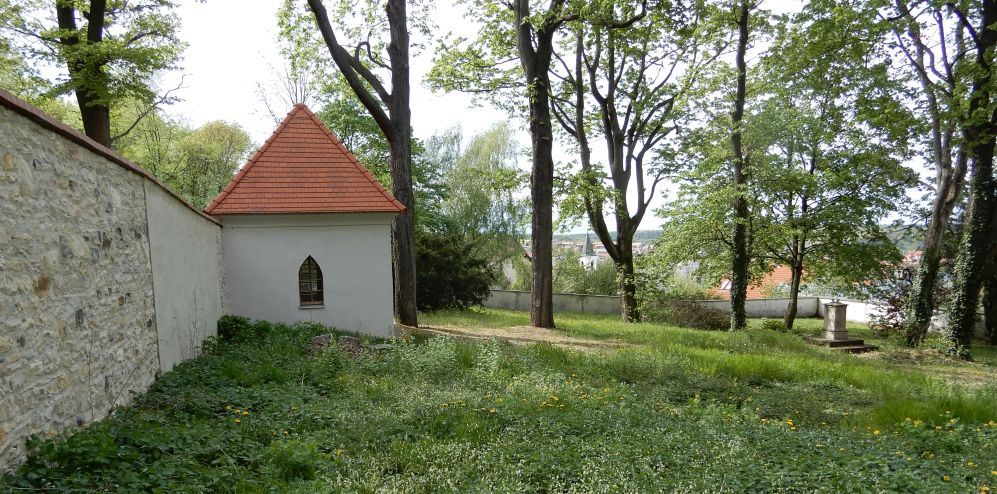
Výhled na Libocký kostel

Hřbitov nazývaný Svatý Kříž u Liboce byl zřízen mezi zdí Královské obory a Libockou silnicí roku 1842 po zrušení starého hřbitova u kostela svatého Fabiána a Šebestiána v Liboci, který obklopoval kostel ze všech stran a sloužil také přifařeným obcím. V dubnu toho roku začaly bourací práce starého kostela a jeho hřbitova.
Libocký hřbitov je památkově chráněn. Z mapy stabilního katastru z let 1826-1836 je zřejmé, že tehdy existovaly oba hřbitovy, na chrámový hřbitov se již od josefinského zákazu z roku 1785 nemělo pohřbívat, ale provoz trval.
Hřbitov Svatý Kříž byl přístupný ze dvou směrů: z jihu z obory později zrušenou brankou a ze severu z obce. Vlastní kapli neměl, pouze dochovanou kostnici. Vlivem další zástavby obce při Libocké silnici sousední objekty hřbitov Sv. Kříže kolem roku 1900 omezily, takže přestal dostačovat. Podle libocké úmrtní matriky se na tento hřbitov pohřbívalo do 1. července roku 1902, kdy libocký kněz Vlastimil Hálek vyhlásil přeložení příštích pohřbů na nové hřbitovy, jimiž byly Ruzyňský hřbitov, Vokovický hřbitov nebo na Řepský hřbitov. Střešovický hřbitov, zřízený rovněž roku 1902, byl správou oddělen k nově postavenému kostelu sv. Norberta ve Střešovicích a k proboštství dejvickému.
Do starších rodinných hrobů se pohřbívalo ještě v roce 1913, jak svědčí oznámení o pohřbu Anny Hypšové z 26. ledna 1913. Ostatky s náhrobky ze zrušeného hřbitova se exhumovaly kolem roku 1914 na Ruzyňský hřbitov (například hrob rodiny Remigia von Bergamin), nebo na Vokovický hřbitov.
Na odsvěceném hřbitově Sv. Kříže zůstala jen márnice se třemi sokly a třemi náhrobními stélami. Původní část opukové ohradní zdi do Obory, podstavec k centrálnímu baroknímu kříži a litinový náhrobní kříž zarostlý do kmene stoletého javoru. Ke zdevastování hřbitova, krádeži kříže (zaznamenaného již na mapách tereziánského katastru) a k poboření ohradních zdí došlo v 50. až 80. letech 20. století. Okolí hřbitova podstatně změnila zástavba obytnými domy z let 2015-2020.

## Galerie

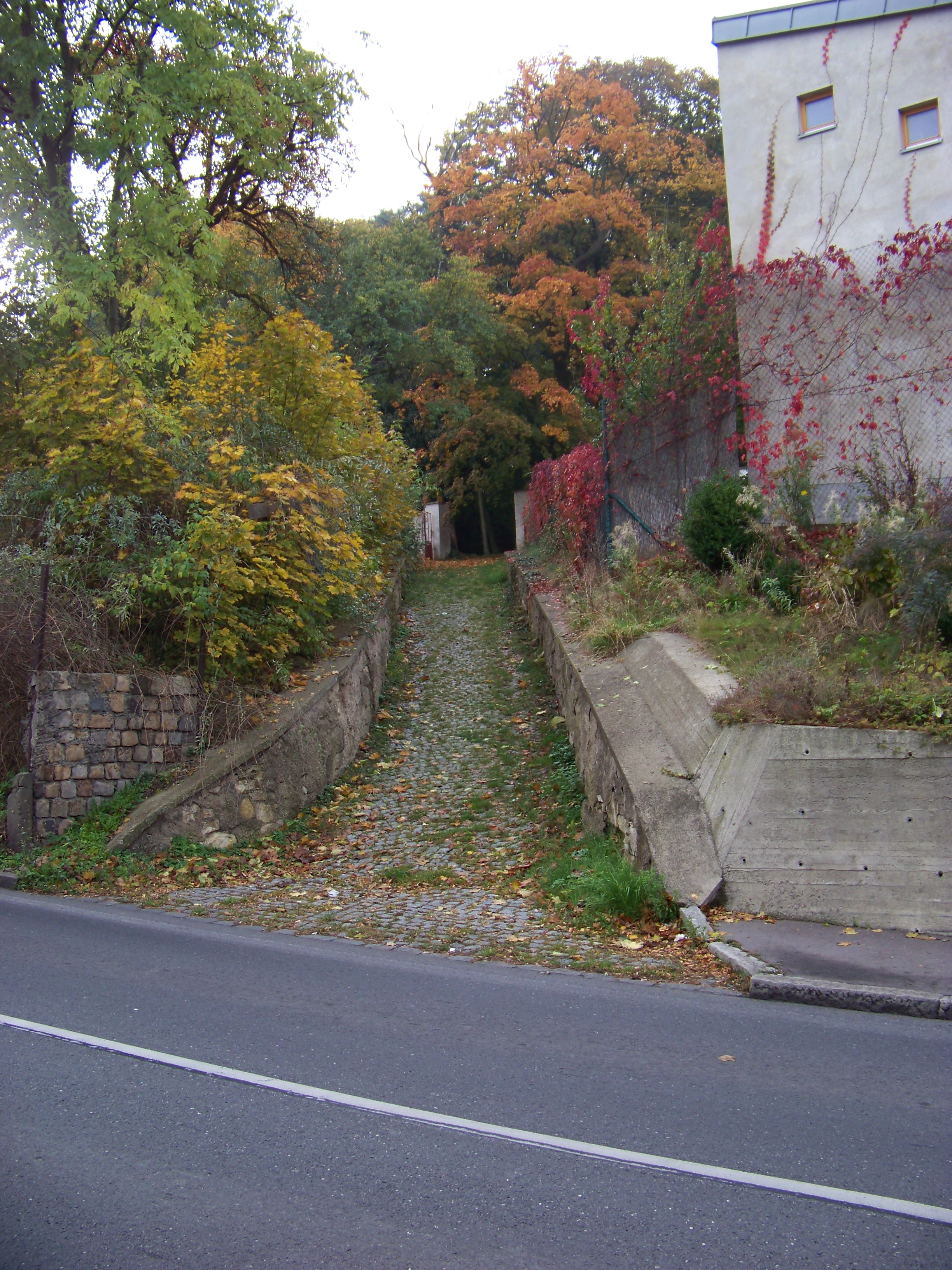
Libocká cesta roku 2012
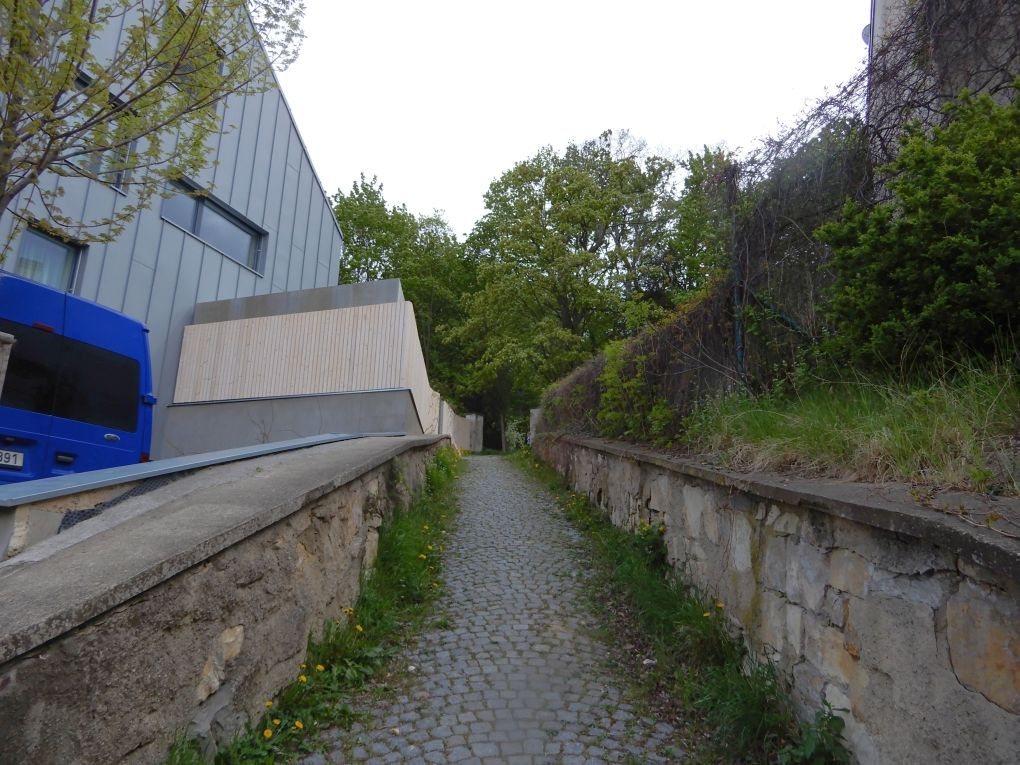
Libocká cesta roku 2020
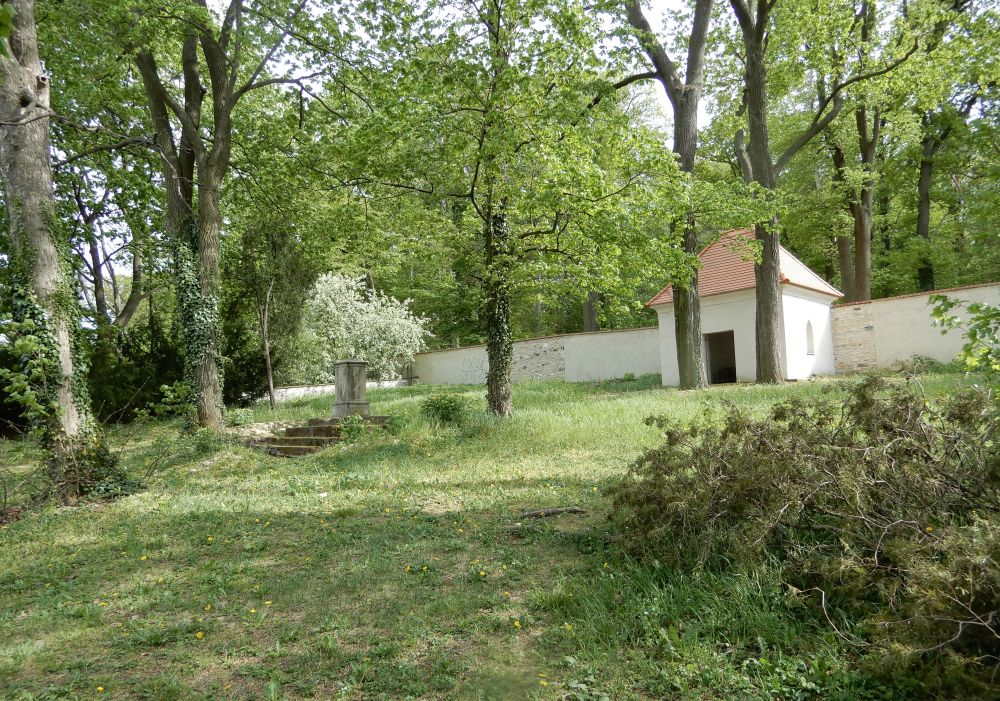
Obnova k roku 2020
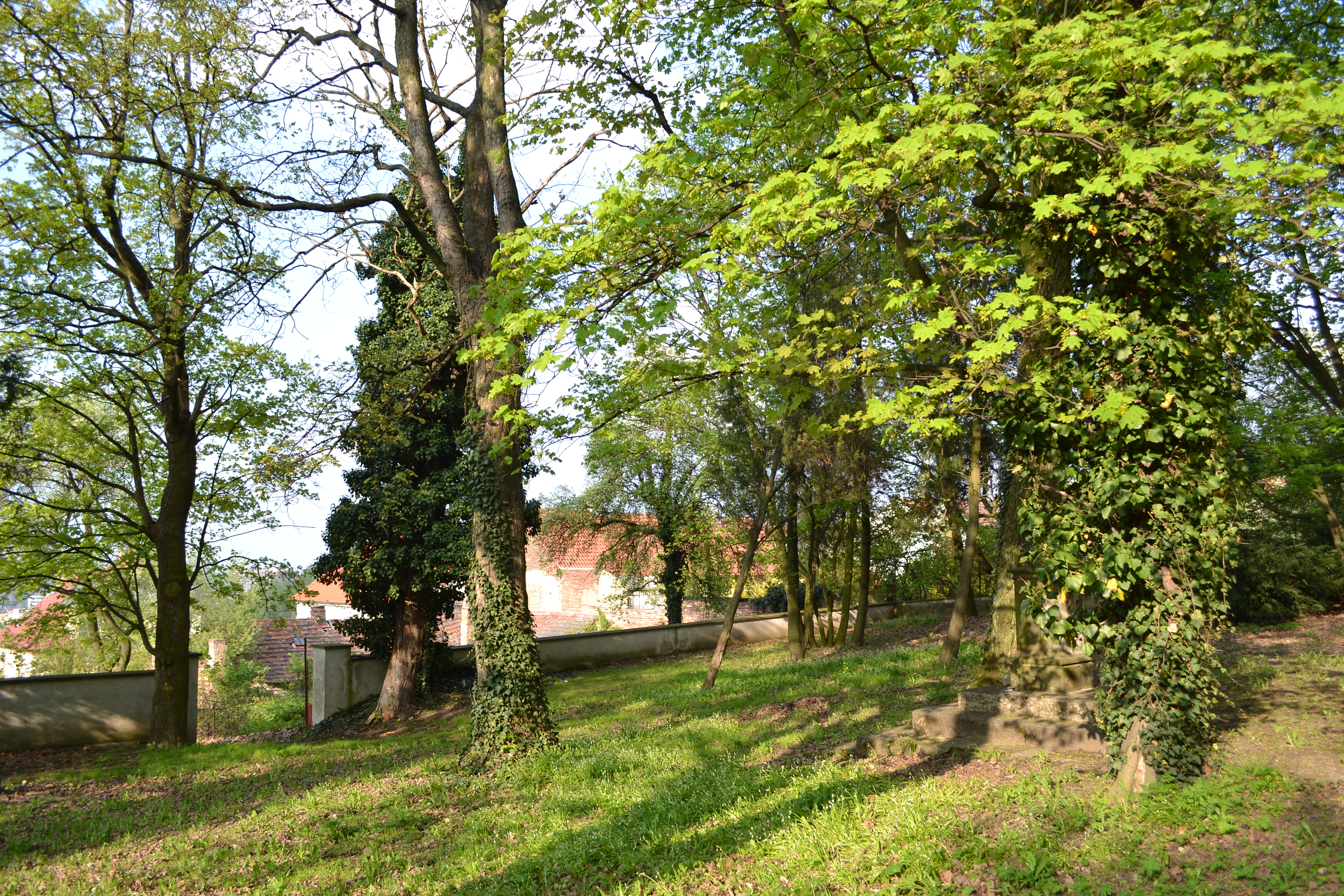
Panorama roku 2013
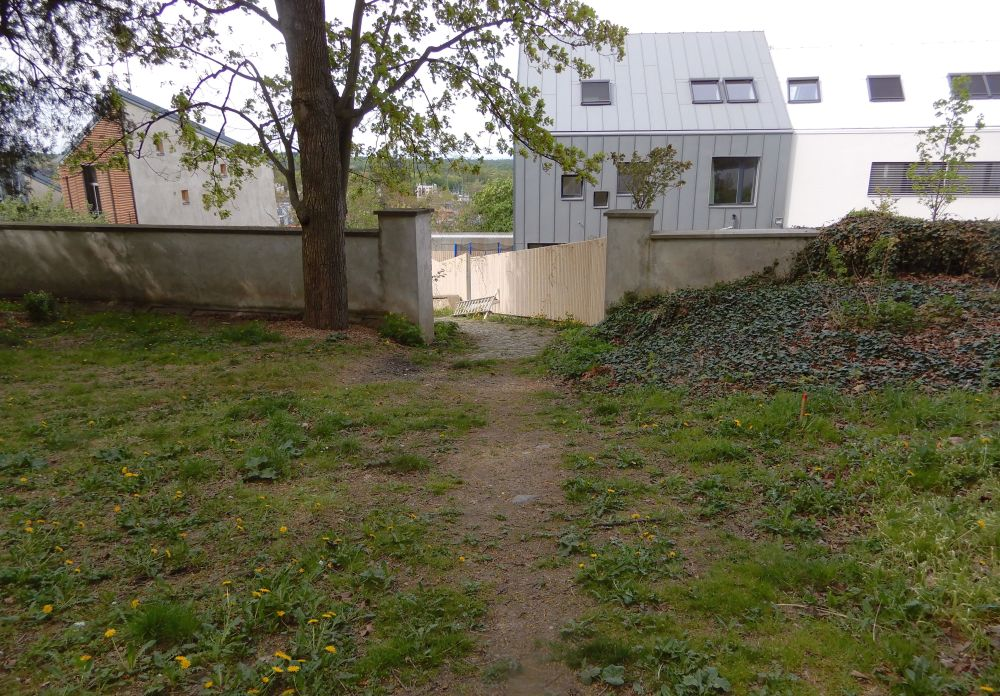
Panorama roku 2020
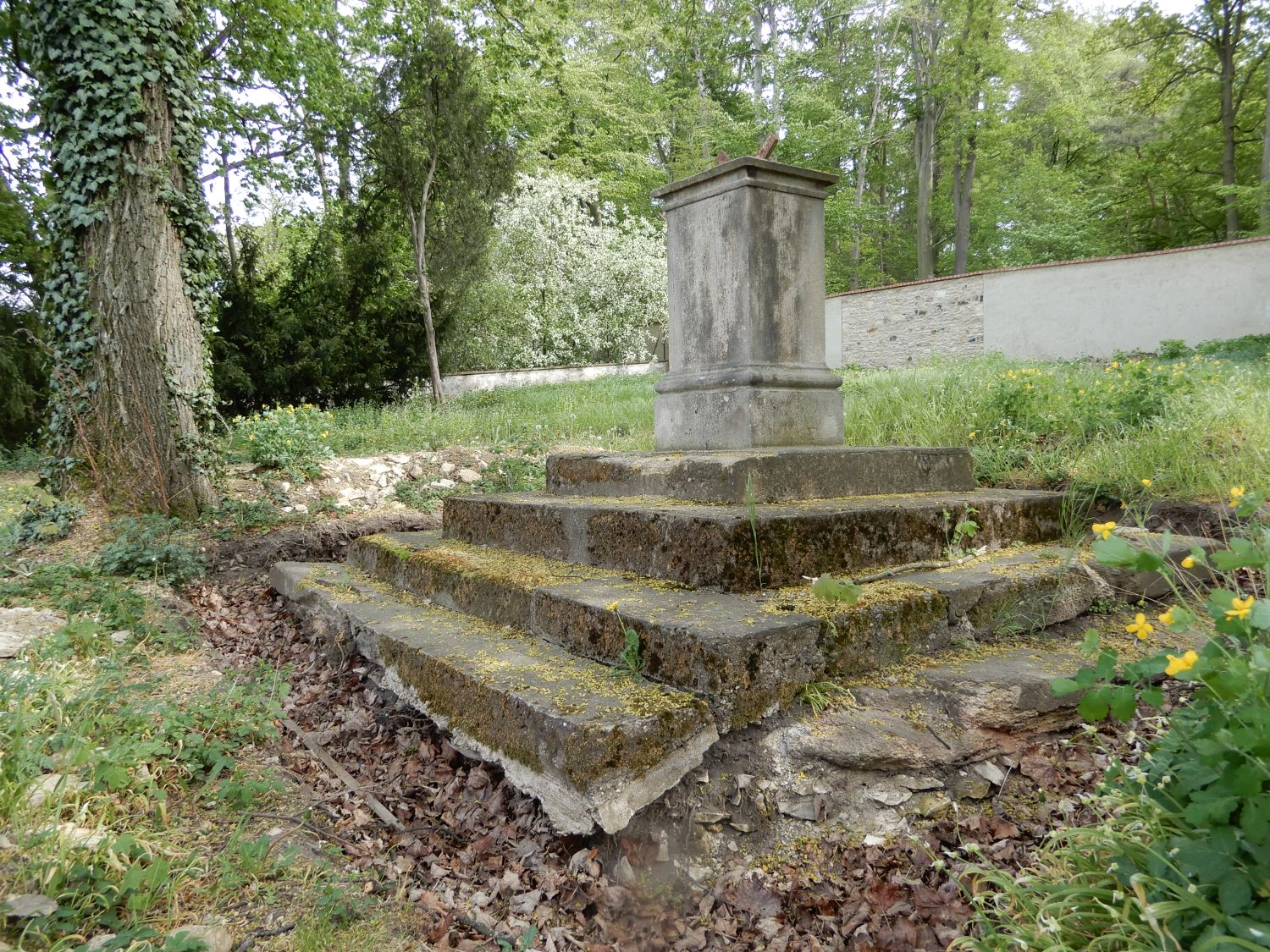
Sokl kříže
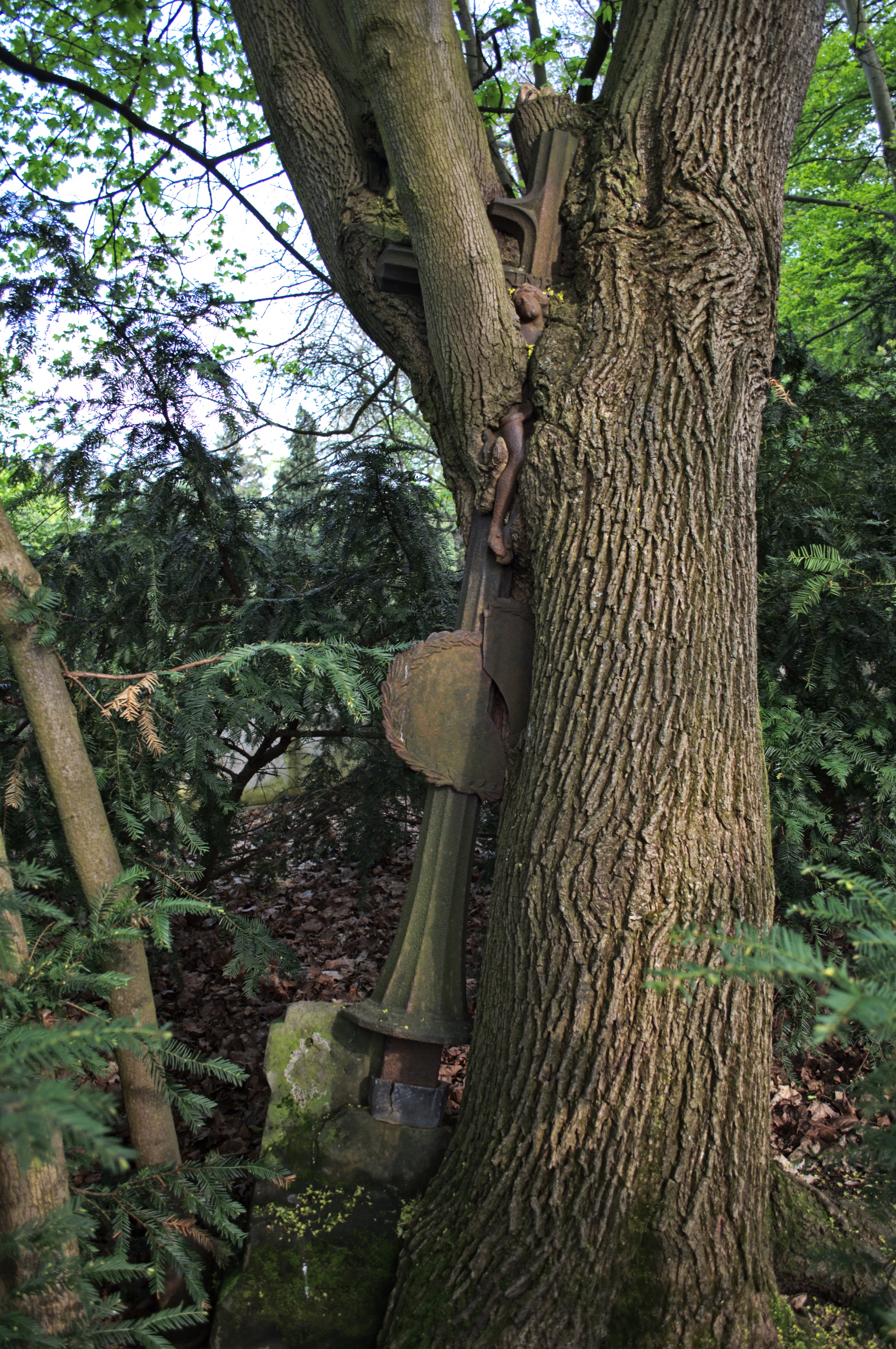
Kříž vrostlý do kmene stromu
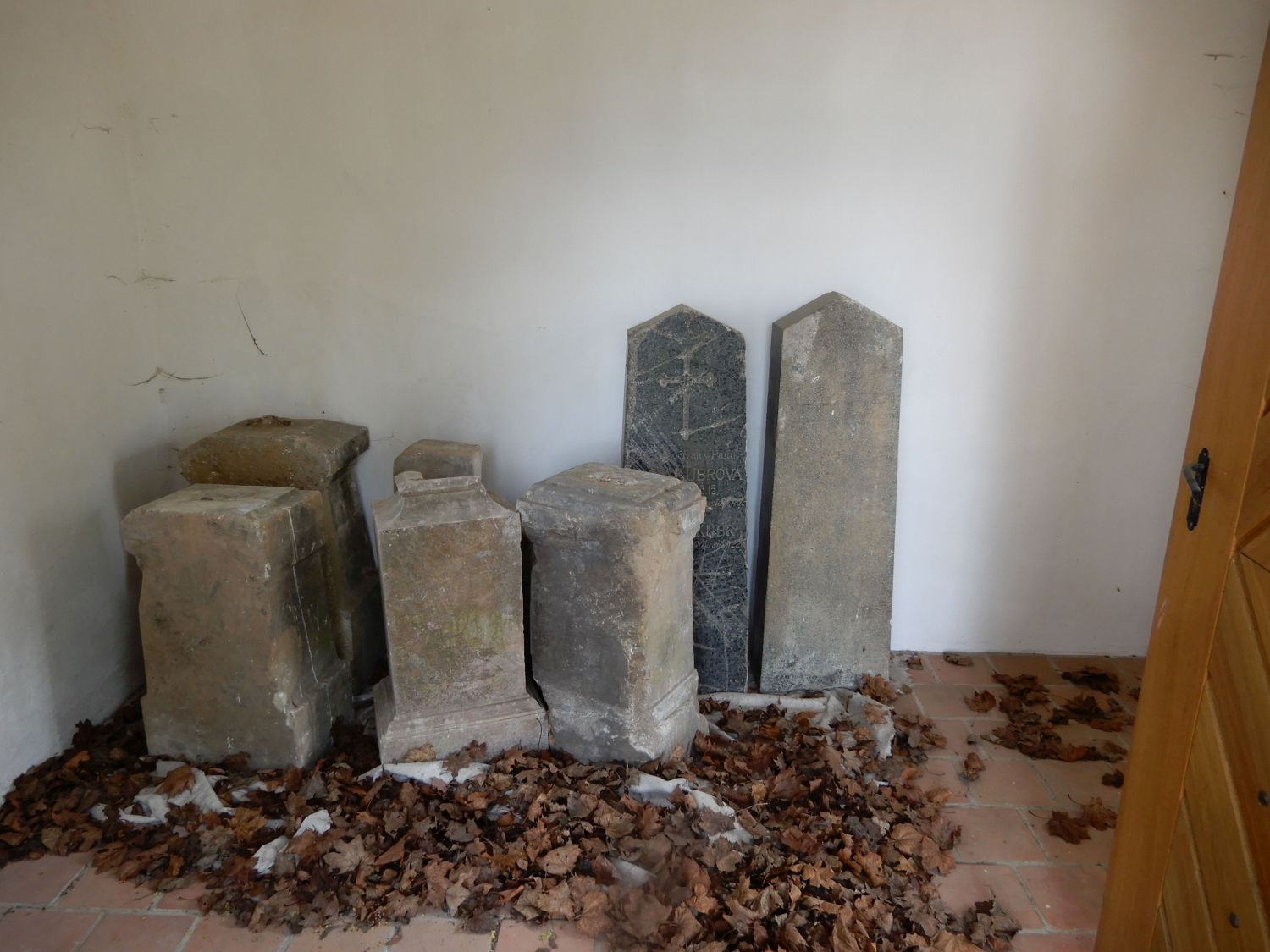
Torza náhrobků